# گونل لیندبلوم
گونل مارتا اینگگارد لیندبلوم (سوئدی: Gunnel Märtha Ingegärd Lindblom؛ زادهٔ ۱۸ دسامبر ۱۹۳۱) هنرپیشه و کارگردان فیلم اهل سوئد است.

## بخشی از فیلمشناسی
از فیلم‌هایی که وی در آن نقش داشته است، می‌توان به مهر هفتم، توت‌فرنگی‌های وحشی، دختری با خالکوبی اژدها، سکوت، چشمه باکره، نور زمستانی، صحنه‌هایی از یک ازدواج، دختران و گرسنگی اشاره کرد.